# التاش، اردهان
آلتاش (به لاتین: Altaş، به کردی: Or، به ارمنی: Ուռ) یک منطقهٔ مسکونی در ترکیه است که در استان اردهان واقع شده‌است.